# 2027年夏季世界大學運動會
第三十三屆夏季世界大學運動會（英語：XXXIII Summer World University Games），於2027年在韓國忠清舉行。忠清於2022年11月確認獲得該賽事主辦權，這是韓國第三次主辦夏季世界大學運動會。

## 外部連結
- 官方網站（页面存档备份，存于）